# بيل دينتون
بيل دينتون (بالإنجليزية: Bill Denton)‏ هو لاعب جمباز فني أمريكي، ولد في 1 فبراير 1911 في كولينسفيل في الولايات المتحدة، وتوفي في 8 مارس 1946.

## وصلات خارجية
- بيل دينتون على موقع اللجنة الأولمبية الدولية (الإنجليزية)
- بيل دينتون على موقع أوليمبيديا (الإنجليزية)